# Noyant-et-Aconin
Noyant-et-Aconin is een voormalige gemeente in het Franse departement Aisne in de regio Hauts-de-France. Noyant-et-Aconin maakt deel uit van het arrondissement Soissons en telde in 1999 461 inwoners.

## Geschiedenis
Noyant-et-Aconin is op 1 januari 2023 gefuseerd met de gemeente Berzy-le-Sec tot de gemeente Bernoy-le-Château. 

## Geografie
De oppervlakte van Noyant-et-Aconin bedraagt 4,6 km², de bevolkingsdichtheid is 100,2 inwoners per km².

## Demografie
Onderstaande figuur toont het verloop van het inwonertal.
Vanwege een beveiligingsprobleem met de MediaWiki Graph-software is het momenteel niet mogelijk deze grafiek weer te geven. Zodra de software is bijgewerkt zal de grafiek vanzelf weer zichtbaar worden.